# 畫面撕裂

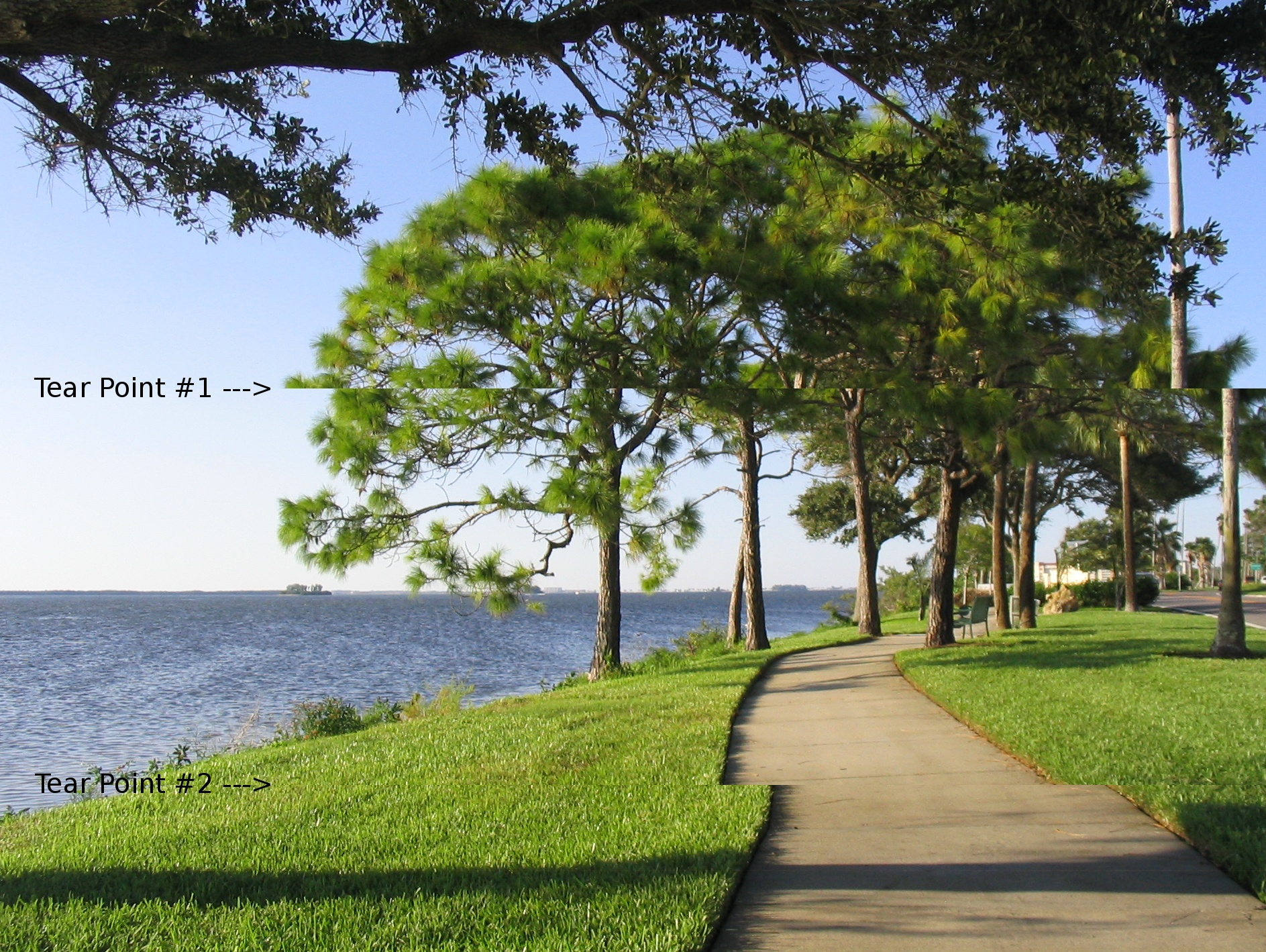
畫面撕裂，斷成上中下三部分

畫面撕裂（英語：Screen Tearing）是顯示器把兩幀或更多幀（frame）同时顯示在同一畫面上的一个现象。

## 解決方法

### 最新螢幕技術
NVIDIA公司的G-Sync和AMD公司的FreeSync GPU技術植入许多廠商生产的螢幕，配备这些技術的GPU能夠控制螢幕更新率與顯示卡相同，进而大幅減少畫面撕裂，讓画面更順暢。
但是，该技术需配合指定的顯示卡、CPU以及對應技術的螢幕才能生效，初期不能混合搭配（NVIDIA顯示卡必須配對G-SYNC螢幕、AMD顯示卡必須配對FreeSync螢幕）。但官方最新資料顯示，NVIDIA顯示卡(僅限支援G-Sync之顯卡及必須使用DisplayPort1.2或以上)能夠使用FreeSync功能。反之，AMD顯示卡(僅限Radeon系列)亦能夠使用G-Sync功能。

### 垂直同步
在應用程式中開啟垂直同步，某些程式如Google Chrome則開啟硬體加速